# Liste der Biografien/Grop
Liste der Biografien |
Portal Biografien |
Personensuche
# |
A |
B |
C |
D |
E |
F |
G |
H |
I |
J |
K |
L |
M |
N |
O |
P |
Q |
R |
S |
T |
U |
V |
W |
X |
Y |
Z |
?
 
Ga |
Gb |
Gc |
Gd |
Ge |
Gf |
Gh |
Gi |
Gj |
Gk |
Gl |
Gm |
Gn |
Go |
Gp |
Gq |
Gr |
Gs |
Gu |
Gv |
Gw |
Gy |
Gz
 
Gra |
Grb–Grd |
Gre |
Grg |
Gri |
Grj |
Grk |
Grl |
Grm |
Gro |
Grs |
Gru |
Gry |
Grz
 
Groa |
Grob |
Groc |
Grod |
Groe |
Grof |
Grog |
Groh |
Groi |
Groj |
Grok |
Grol |
Grom |
Gron |
Groo |
Grop |
Gros |
Grot |
Grou |
Grov |
Grow |
Groy |
Groz
Die Liste der Biografien führt alle Personen auf, die in der deutschsprachigen Wikipedia einen Artikel haben. Dieses ist eine Teilliste mit 72 Einträgen von Personen, deren Namen mit den Buchstaben „Grop“ beginnt.

## Grop

### Gropa
- Gropaiz, Gérard (1943–2012), französischer Schwimmer

### Grope
- Grope, Goswinus, Titularbischof von Evelone (Abilone), Prior im Dominikanerkloster in Lübeck und Weihbischof
- Grope, Helfried (1914–1959), deutscher Offizier der Wehrmacht und Parteifunktionär der DDR-Blockpartei NDPD
- Gropeanu, Nicolae (1863–1936), rumänischer Maler vermutlich jüdischer Abstammung
- Gröpel, Renate (* 1948), deutsche Politikerin (SPD), MdL
- Gröpeling, Hermann, Bürgermeister von Bremen
- Gröpelingen, Arnd von († 1304), Bremer Ratsherr
- Gropengeter, Johannes, deutscher Geistlicher und Augustiner
- Gropengießer, Erich (1924–2003), deutscher Prähistoriker
- Gropengießer, Hermann (1879–1946), deutscher Gymnasiallehrer und Prähistoriker
- Gropengiesser, Hildegund (1928–2019), deutsche Klassische Archäologin
- Gröper, Curt (1916–1985), deutscher Maler
- Gröper, Reinhard (* 1929), deutscher Schriftsteller

### Groph
- Grophon, griechischer Bildhauer

### Gropi
- Gropius, Georg Christian (1776–1850), deutscher Unternehmer, Archäologe und Diplomat
- Gropius, Ise (1897–1983), deutsche Lektorin und Schriftstellerin
- Gropius, Jewgeni Eduardowitsch (1890–1939), französisch-sowjetischer Luftfahrtingenieur
- Gropius, Karl Wilhelm (1793–1870), deutscher Maler
- Gropius, Manon (1916–1935), österreichische Tochter von Alma Mahler und Walter Gropius
- Gropius, Martin (1824–1880), deutscher Architekt
- Gropius, Paul (1821–1888), deutscher Maler
- Gropius, Richard (1843–1930), deutscher Lehrer, Heimat- und Familienforscher
- Gropius, Walter (1883–1969), deutscher Architekt und Gründer des BauhausesWalter Gropius (1883–1969)

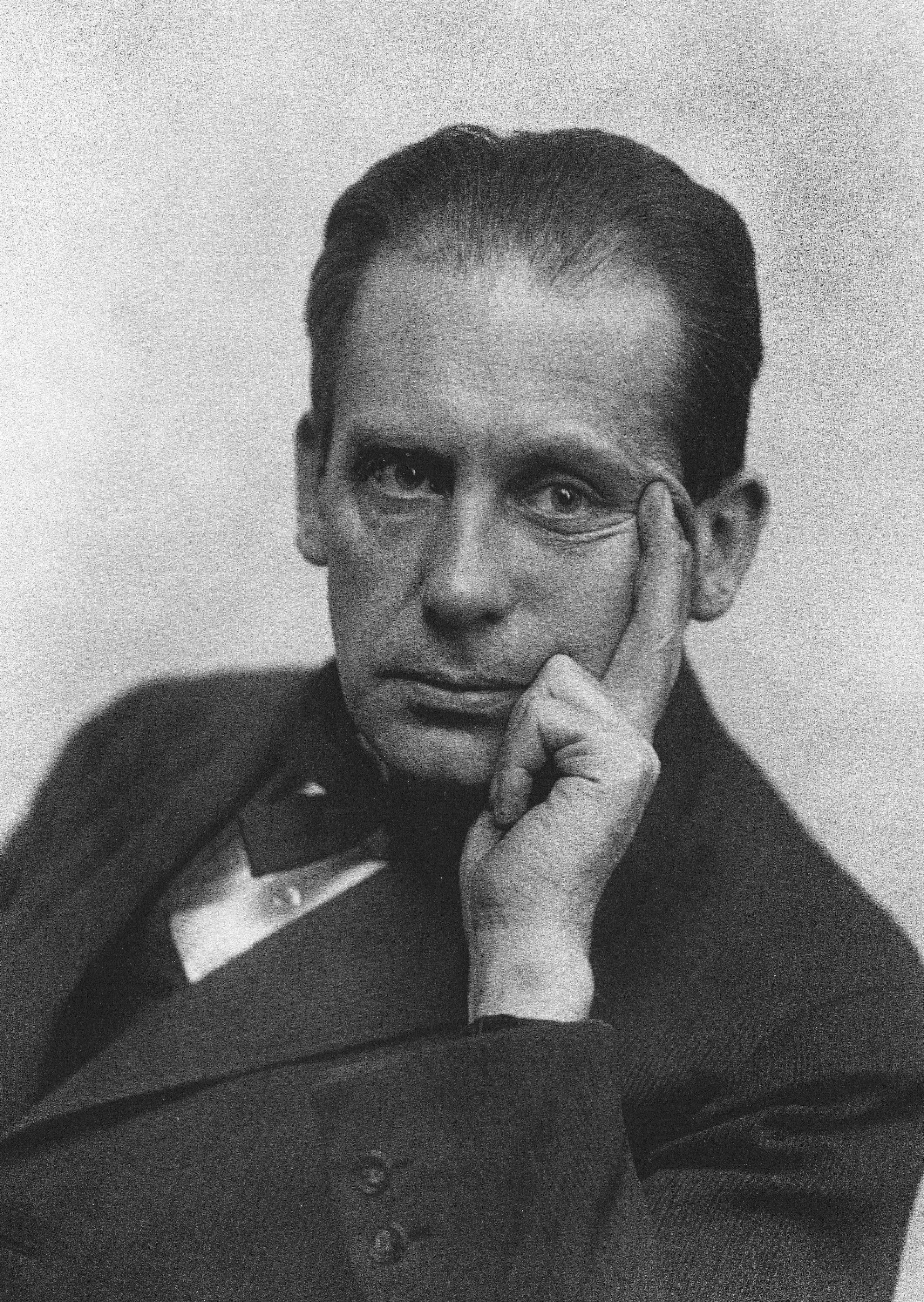
Walter Gropius (1883–1969)

- Gropius, Walter senior (1848–1911), deutscher Architekt und preußischer Baubeamter

### Gropl
- Gröpl, Christoph (* 1966), deutscher Rechtswissenschaftler
- Gröpler, Armin (1943–2021), deutscher Sänger, Opern-Regisseur und Gesangslehrer
- Gröpler, Carl (1868–1946), deutscher Henker
- Gropler, Karl (1923–2013), deutscher SS-Unterscharführer und Kriegsverbrecher

### Gropm
- Gropman, David (* 1952), US-amerikanischer Szenenbildner

### Gropp
- Gropp, Alfred (1924–1983), deutscher Arzt
- Gropp, August Gerhard Ferdinand (1805–1887), deutscher Jurist und Politiker
- Gropp, Bill (* 1955), US-amerikanischer Informatiker
- Gropp, Elsbeth (1885–1974), deutsche Fotografin
- Gropp, Gerald, US-amerikanischer Gitarrist
- Gropp, Herbert (1908–1940), deutscher Ingenieur und Flugzeugkonstrukteur
- Gropp, Hermann (1856–1927), preußischer Generalmajor
- Gropp, Ignaz (1695–1758), deutscher Historiker, Autor und römisch-katholischer Theologe
- Gropp, Jenny (* 1979), US-amerikanische Poetin und Autorin
- Gropp, Johann (1655–1709), deutscher Theologe
- Gropp, Johannes (* 1975), niederländischer Medienproduzent
- Gropp, Margarete (1888–1965), deutsche Ärztin
- Gropp, Olaf (1943–2012), deutscher Grafiker
- Gropp, Reint E. (* 1966), deutscher Volkswirt, Präsident des Leibniz-Instituts für Wirtschaftsforschung Halle (IWH) und Hochschullehrer
- Gropp, Rugard Otto (1907–1976), deutscher, marxistisch-leninistischer Philosoph
- Gropp, Walter (* 1952), deutscher Jurist
- Gropp, Willy (* 1922), deutscher Fußballspieler
- Gropp, Wolfgang Adam (1630–1703), deutscher Kaufmann und Politiker
- Groppa, Sergiu (* 1980), deutscher Arzt, Neurologe und Hochschullehrer
- Groppe, Carola (* 1964), deutsche Bildungshistorikerin
- Groppe, Eduard († 1909), deutscher Verlagsbuchhändler
- Groppe, Friedhelm (1942–2014), deutscher Fußballspieler
- Groppe, Johanna Luise (* 1863), deutsche Malerin
- Groppe, Lothar (1927–2019), deutscher Ordensgeistlicher, Jesuit und Militärpfarrer sowie Publizist
- Groppe, Theodor (1882–1973), deutscher Generalleutnant im Zweiten Weltkrieg
- Gröppel, Franz (1856–1923), deutscher Unternehmer
- Gröppel, Karl (1883–1967), deutscher Unternehmer und Kunstsammler
- Groppenberger von Bergenstamm, Alois (1754–1821), österreichischer Lokalhistoriker
- Gröpper, Astrid (* 1977), deutsche Fußballtorhüterin
- Gropper, Brigitte (* 1960), österreichische Tischtennisspielerin
- Gropper, Johannes (1503–1559), katholischer Theologe, Kirchenpolitiker und Jurist
- Gropper, Kaspar (1519–1594), katholischer Theologe, Kirchenpolitiker und Jurist zur Zeit der Reformation
- Gropper, Konstantin (* 1982), deutscher Musiker
- Gropper, Peter (1554–1596), römisch-katholischer Theologe und Mystiker
- Gropper, Philipp (* 1978), deutscher Jazzmusiker und Komponist
- Gropper, Roberta (1897–1993), deutsche Politikerin (KPD, SED), MdR, MdV, Vorsitzende des DFD
- Gropper, Siegfried (1921–1997), deutscher Jurist und Bankmanager
- Gropper, Stefanie (* 1957), deutsche Literaturwissenschaftlerin
- Gropper, Thomas (* 1969), deutscher Bariton und Hochschullehrer
- Gropper, Wolfgang (1944–2016), deutscher Schauspieler, Theaterregisseur und Intendant
- Groppi, Giacomo (1863–1958), Schweizer Konditor und Gastronom
- Groppi, Laurent (* 1983), französischer Rennfahrer
- Groppler, Maria Clara (* 1999), deutsche KomikerinMaria Clara Groppler (* 1999)

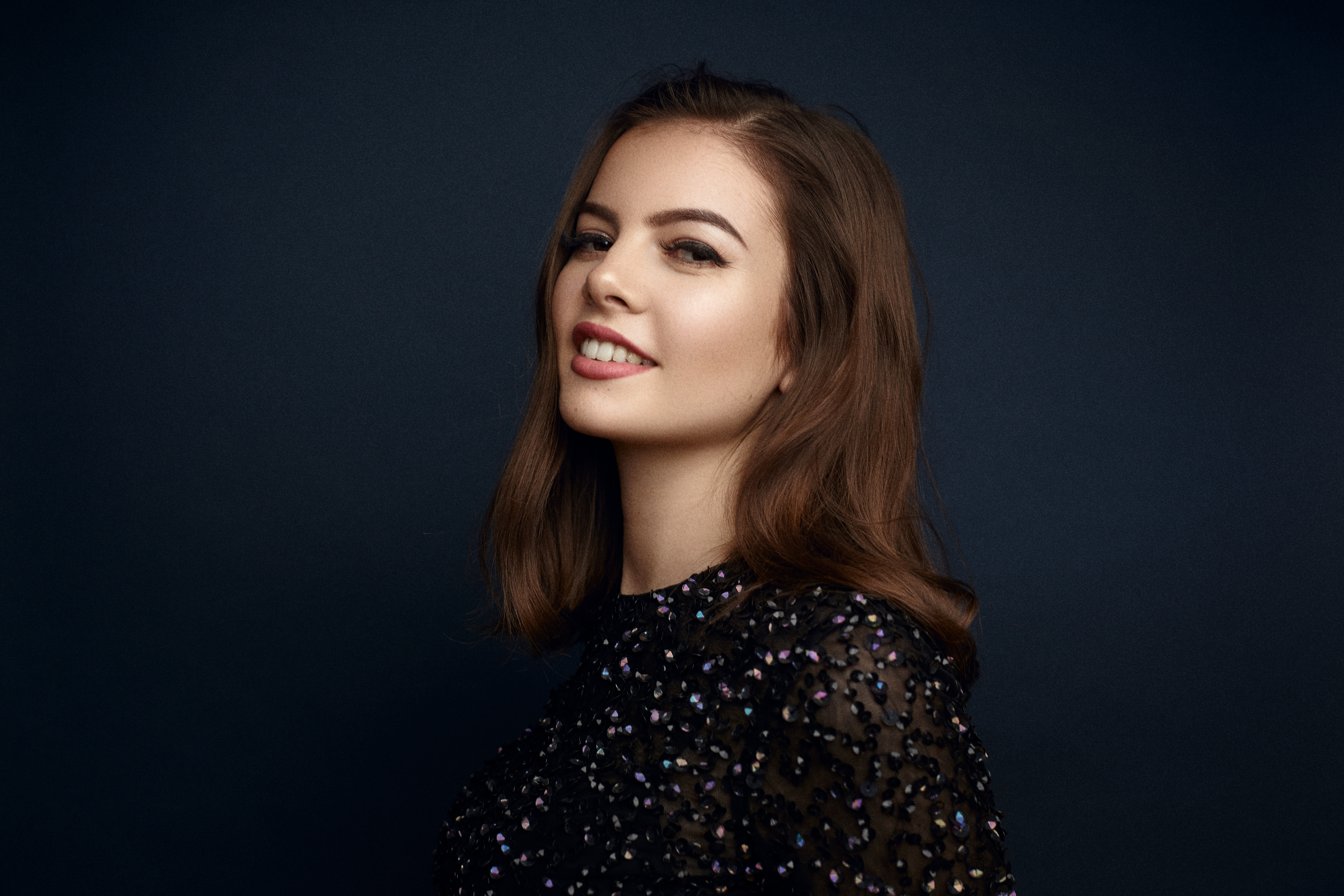
Maria Clara Groppler (* 1999)